# Zastrzyk podskórny

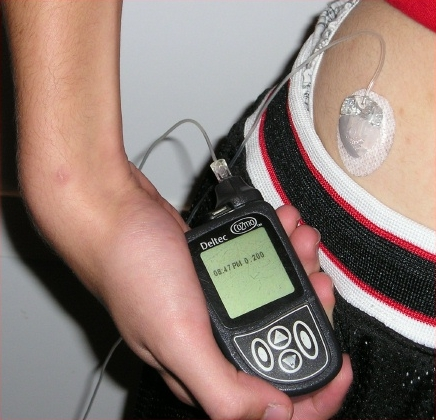
Pompa insulinowa (2007)

Zastrzyk podskórny, in. iniekcja podskórna (łac. iniectio subcutanea) – rodzaj przeztkankowego podania leku. 
Najczęściej podaje się w ten sposób wodne roztwory izoosmotyczne, w objętości nie większej niż 1,5 ml. Lek wprowadza się podskórnie do tkanki łącznej, bogatej w naczynia chłonne, włosowate naczynia krwionośne, a także liczne zakończenia nerwów obwodowych. Z tych względów wstrzyknięcie podskórne może być bolesne, zwłaszcza wówczas, gdy roztwór ma odczyn kwaśny, zasadowy lub jest hipoosmotyczny. Aby temu zapobiec, wymaga się, aby leki podawane podskórnie były izohydryczne i izoosmotyczne. Podskórnie mogą być podawane również zawiesiny, przy zachowaniu tych samych wymagań.